# Coup à blanc
Au bridge, le coup à blanc est une technique de jeu du déclarant consistant à jouer dans une couleur et ne pas chercher à y faire le pli alors qu'on pourrait le faire.
Les objectifs poursuivis lors de la réalisation de cette manœuvre peuvent être multiples et variés :
- Lutte contre un mauvais partage dans une couleur
- Préserver une communication
- Détruire une communication adverse ou forcer le moment où celle-ci peut être utilisée par l'adversaire
- Réduire le compte en vue de la réalisation d'un squeeze
- Se créer une ou plusieurs communications par la coupe, éventuellement en préparation d'un jeu en double coupe

## Exemples

### Préservation d'une communication
|       | ♣A R 4 3 2 |          |
| ♣ 9 8 |            | ♣ D V 10 |
|       | ♣ 7 6 5    |          |

Supposons que Nord ne possède aucune carte intéressante permettant une reprise au mort ailleurs qu'à trèfle, si Sud joue ♣ en commençant par l'as et le roi, Est prendra la main au troisième tour et Sud n'aura aucun moyen de réaliser les deux petits trèfles devenus maitres en Nord. 
Par contre, si Sud joue petit des deux mains au premier tour de trèfle, il pourra plus tard rejouer trèfle de sa main et il sera en Nord à l'issue du troisième tour de trèfle et pourra alors encaisser les deux trèfles devenus maitres.

### Coup de sécurité pour lutter contre un mauvais partage
|            | ♣A R 4 3 2 |     |
| ♣ D V 10 9 |            | ♣ 8 |
|            | ♣ 7 6 5    |     |

Supposons un match en duplicate avec score en IMP, Sud joue 3 Sans-atout, Nord ne possède aucune reprise de main ailleurs qu'à trèfle et Sud estime devoir absolument réaliser 3 levées à trèfle pour gagner son contrat. Comme il s'agit d'un duplicate, il n'est pas très important de faire ou ne pas faire de levées supplémentaires.  
Si Sud joue un seul coup à blanc à ♣ puis joue ♣6 pour ♣As en Nord, il constatera trop tard le mauvais partage des trèfles. Il aurait besoin d'une 2e remontée en Nord pour y faire une troisième levée. 
Par contre, si Sud joue petit trèfle des deux mains aussi bien au premier qu'au deuxième tour de trèfle, il pourra, s'il reprend la main, jouer une troisième fois trèfle de sa main pour ♣As, ♣Roi et le ♣4 enfin devenu maitre.

### Maniement optimal de couleur
| ♥ D 2 3 4 |
|           |
| ♥ V 5 6 7 |

Le maniement indiqué ici est optimal, même si on a suffisamment de communications entre les 2 mains.

Si on veut faire un maximum de levées, on joue petit pour la Dame. Si elle perd, on donne un coup à blanc en espérant que le joueur en 4e position soit obligé de prendre avec un honneur devenu sec. On a ainsi 37 % de chances de réaliser 2 levées dans la couleur.